# Cirkusluft
Cirkusluft är en svensk film från 1912 i 3 akter med regi av Poul Welander. Filmen premiärvisades 10 oktober 1912 på Orientaliska Teatern i Stockholm. Den spelades in i Malmö, bland annat vid Hotel Kramer. 

## Rollista
- Ida Nielsen - Miss Irma
- Hans Dynesen - godsägare Löwenhjelm
- Emilie Otterdahl - Anna, hans dotter
- Frederik Schack-Jensen - Falk, premiärlöjtnant
- Johannes Guldbrandsen - löjtnant Skade, hans vän
- Ernst Munkeboe - Marius, kalfaktor